# 浦崎宏
浦崎 宏（うらさき ひろし、1949年 - ）はビーエス・コンディショナルアクセスシステムズ（以下B-CAS社）代表取締役社長、元NHK総務局長、経済部次長。

## 経歴
NHK時代は池田信夫（現エコノミスト）と共にNHKスペシャル「追跡・不良債権12兆円」を制作した。ちなみに、池田は、銀行の不良債権にからむ経済犯罪を追及した浦崎が、独占禁止法や放送法に触れかねないB-CASカードの独占的発行を行っているB-CAS社の社長になったことをブログで批判している。
2008年7月9日付けの『朝日新聞』でB-CAS社が会社法に違反して財務内容の公告を怠っていたと報じられ、B-CASカードを独占的に発行する同社のあり方に批判が高まる中『ITpro』の取材に応じ、「不要といわれれば退く覚悟はできている」とし「スタッフ採用時にも将来性のある若手ではなく、各放送事業者やベンダーで実績のある即戦力のみを採用するのは、枠組みが変わってB-CASが不要となった際、いつでも会社をたためるようにするための準備の一環」、「いつ不要と判断されてもおかしくはない、吹けば飛ぶような会社であることをご理解いただきたい」と述べた。